# Conicera crassicosta
Conicera crassicosta är en tvåvingeart som beskrevs av Ronald Henry Lambert Disney 1991. Conicera crassicosta ingår i släktet Conicera och familjen puckelflugor.
Artens utbredningsområde är Tyskland. Inga underarter finns listade i Catalogue of Life.